# نيهاما (إهيمه)
مدينة نيهاما (بالإنجليزية: Niihama)‏ هي أحد المدن التابعة لولاية إهيمه. تأسست رسميًا في 03/11/1937. ويقدر عدد سكانها بـ 123329 نسمة حسب تقدير مكتب الإحصاء الياباني لعام 2012. تبلغ مساحة نيهاما 234.3 كم2. بكثافة سكانية تبلغ 526 نسمة/كم2.

## أعلام
- كينغو كيمورا
- نانا ميزوكي
- ناويا فوجي
- كاتسويا كوندو
- تاكاشي فوكونيشي